# Pfarrkirche Breitenfurt bei Wien-St. Bonifaz

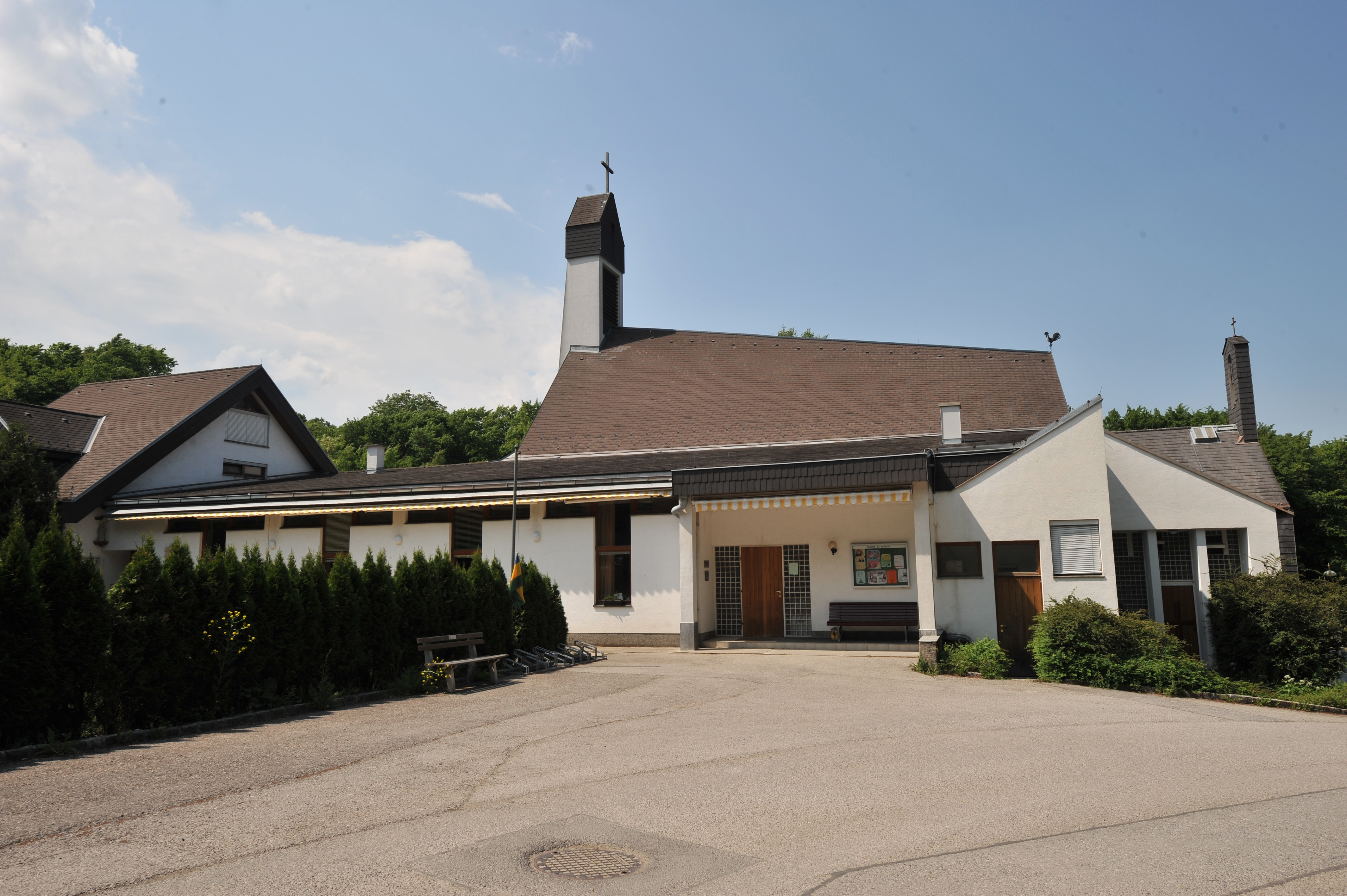
Pfarrkirche hl. Bonifaz in Breitenfurt bei Wien

Die römisch-katholische Pfarrkirche Breitenfurt-St. Bonifaz (auch Waldkirche genannt) steht im Ortsteil Breitenfurt-Ost in der Gemeinde Breitenfurt bei Wien im Bezirk Mödling in Niederösterreich. Sie ist dem heiligen Bonifaz geweiht und gehört zum Dekanat Perchtoldsdorf im Vikariat Unter dem Wienerwald der Erzdiözese Wien. Das Patroziniumsfest wird am 5. Juni begangen. Das Bauwerk steht unter Denkmalschutz.

## Lagebeschreibung
Die Kirche steht im Ortsteil Breitenfurt-Ost an der Kreuzung Bonifaziusgasse / Enzmannstraße.

## Geschichte
Die sogenannte Waldkirche wurde in den Jahren 1968 bis 1970 nach Plänen von Clemens Holzmeister als Unterkirche gebaut. 1990 wurde sie durch einen Erweiterungsbau von Wolfgang Ullrich wesentlich vergrößert und nach Osten umorientiert. 1972 wurde die Unterkirche zur Pfarrkirche erhoben.

## Architektur
Kirchenäußeres
Das Bauwerk ist ein kreuzförmiger Bau mit überhöht aufgesetztem, mit Fenstern versehenen Satteldach. Die Giebelfelder werden durch Pfeilerstellungen oder Mauerflächen betont. Der Glockenturm bildet den Abschluss der durch Licht- und Mauerschlitze durchbrochenen Altarwand. Der Pfarrhof und die Seelsorgeräume sind direkt an die Kirche angebaut.

Kircheninneres
Im Inneren bildet die Kirche einen zeltartig überdeckten Einheitsraum mit gezielt eingesetzter Lichtführung. Die frei eingestellte Altarwand ist dreiteilig und weist ungegliederte Mauerflächen auf.

## Ausstattung
Die Wandschalen aus Keramik sind von Gudrun Baudisch-Wittke.